# Пекін (готель, Москва)
«Пекін» — чотиризірковий готель у Москві, є готельно-офісний комплекс, а сама будівля визнано історичною пам'яткою архітектури сталінського класицизму. Розташований у центрі міста на перетині двох центральних магістралей — Садового кільця і Тверській вулиці. Споруджений у 1939—1955 рр.

## Історія готелю
Спочатку готель «Пекін» був покликаний символізувати дружбу між Радянським Союзом і Китаєм.
Вона спочатку вважалася готелем підвищеного рівня. На 11 поверсі були розташовані дорогі ексклюзивні номери, висота стелі яких становила 6 метрів.
Точний час відкриття готелю «Пекін» невідомо. Офіційна дата здачі в експлуатацію — 1956 рік, за свідченнями сучасників готель почала функціонувати в 1958 році, але в підшивці преси тих років немає жодної згадки про відкриття готелю. Це може бути пов'язано з двома причинами. По-перше, спочатку ця будівля передбачалося використовувати як адміністративне, з відомчими готельними приміщеннями, але, поки готель будувалася, вплив цих самих відомств ослабло. Високі стелі, ліпнина, використання цінної деревини, граніту і мармуру робило готель по-справжньому елітним готелем радянського часу. Так воно і було: цей комплекс вважався «штатної» готелем КДБ СРСР. Друга причина, яка може пояснити мовчання навколо відкриття готелю, криється в тому, що на момент створення проекту і початку будівництва відносини СРСР і Китаю були дружніми і теплими, а до середини 50-х років різко охололи.